# Scenopinus zhelochovtsevi
Scenopinus zhelochovtsevi är en tvåvingeart som beskrevs av Nina Krivosheina 1981. Scenopinus zhelochovtsevi ingår i släktet Scenopinus och familjen fönsterflugor. Inga underarter finns listade i Catalogue of Life.